# Listă de poeți: K
A - Ă - B - C - D - E - F - G - H - I - Î - J - K - L - M - N - O - P - Q - R - S - Ș - T - Ț - U - V - W - X - Y - Z

### K

#### Ka-Kh
- Kálmán Kalocsay, (1891-1976)
- Ivana Kampus, (născut în 1945)
- Andreas Karavis, (născut în 1932)
- Miha Kastelic, (1796-1868)
- Erich Kästner, (1899-1974), poet, romancier
- Bob Kaufman (poet "Beatnic")
- Patrick Kavanagh, (1904-1967)
- John Keats, (1795-1821)
- Weldon Kees
- Harry Kemp
- X. J. Kennedy
- Jozef Kenda, (1859-1929)
- Jack Kerouac, (1922-1969), beatnic
- Dragotin Kette, (1876-1899)
- Keorapetse Kgositsile
- Khushal Khan Khattak
- Omar Khayyám, (1048-1122)
- Vladislav Khodasevich, (1886-1939)
- Nguyen Khuyen, poet vietnamez
- Kalidasa, poet indian

#### Ki-Kn
- Joyce Kilmer, (1886-1918)
- Amy King
- Henry King, (1592-1669)
- William King, (1663-1712)
- Gottfried Kinkel, (1815-1882)
- Galway Kinnell (născut în 1927),
- John Kinsella (născut în 1963)
- Thomas Kinsella
- Rudyard Kipling, (1865-1936),
- Milan Klec, (născut în 1954)
- Marjan Klinar, (1922-1983)
- Mile Klopcic, (1905-1984)
- Friedrich Gottlieb Klopstock, (1724-1803)
- Nikolai Klyuev
- Majda Kne, (născut în 1954)
- Etheridge Knight

#### Ko

##### Kob-Kor
- Fran Kobal, (1881-1937)
- Josip Kobal, (1870-1888)
- Andrej Kocbek
- Edvard Kocbek, (1904-1981)
- Matjaz Kocbek, (născut în 1946)
- Jan Kochanowski, (născut în 1530)
- Kenneth Koch ( Poet din școala din New York)
- Anton Koder, (1851-1918)
- Andrej Kokot, (născut în 1936)
- Miklavz Komelj, (născut în 1970)
- Yusef Komunyakaa, (născut în 1948),
- Faik Konica
- Ted Kooser
- Sonja Koranter, (născută în 1948)
- Barbara Korun

##### Kos-Koz
- Jovan Koseski, (1798-1884)
- France Kosmac, (1922-1974), poet, regizor de film, publicist
- Srecko Kosovel, (1904-1926)
- Miroslav Kosuta, (născut în 1936)
- Vladimir Kos, (născut în 1924)
- Jure Kovic
- Kajetan Kovic, (născut în 1931)
- Barbara Kozak

#### Kr-Ku
- Lojze Krakar, (1929-1995)
- Taja Kramberger, (născut în 1970)
- Ruth Krauss
- Marko Kravos, (născut în 1943)
- Miroslav Krleža, (1589-1638), poet, romancier
- Ernest Kroll
- Maxine Kumin
- Stanley Kunitz